# Abborrträsks naturreservat
Abborrträsks naturreservat är ett naturreservat i Boo socken i Nacka kommun i Uppland (Stockholms län). I naturreservatet ligger sjön Abborrträsket som är en sprickdalssjö omgärdad av gammelskog och branta stup. Det finns stigar för vandring runt sjön. Terrängen i naturreservatet är kuperad. 

## Bilder

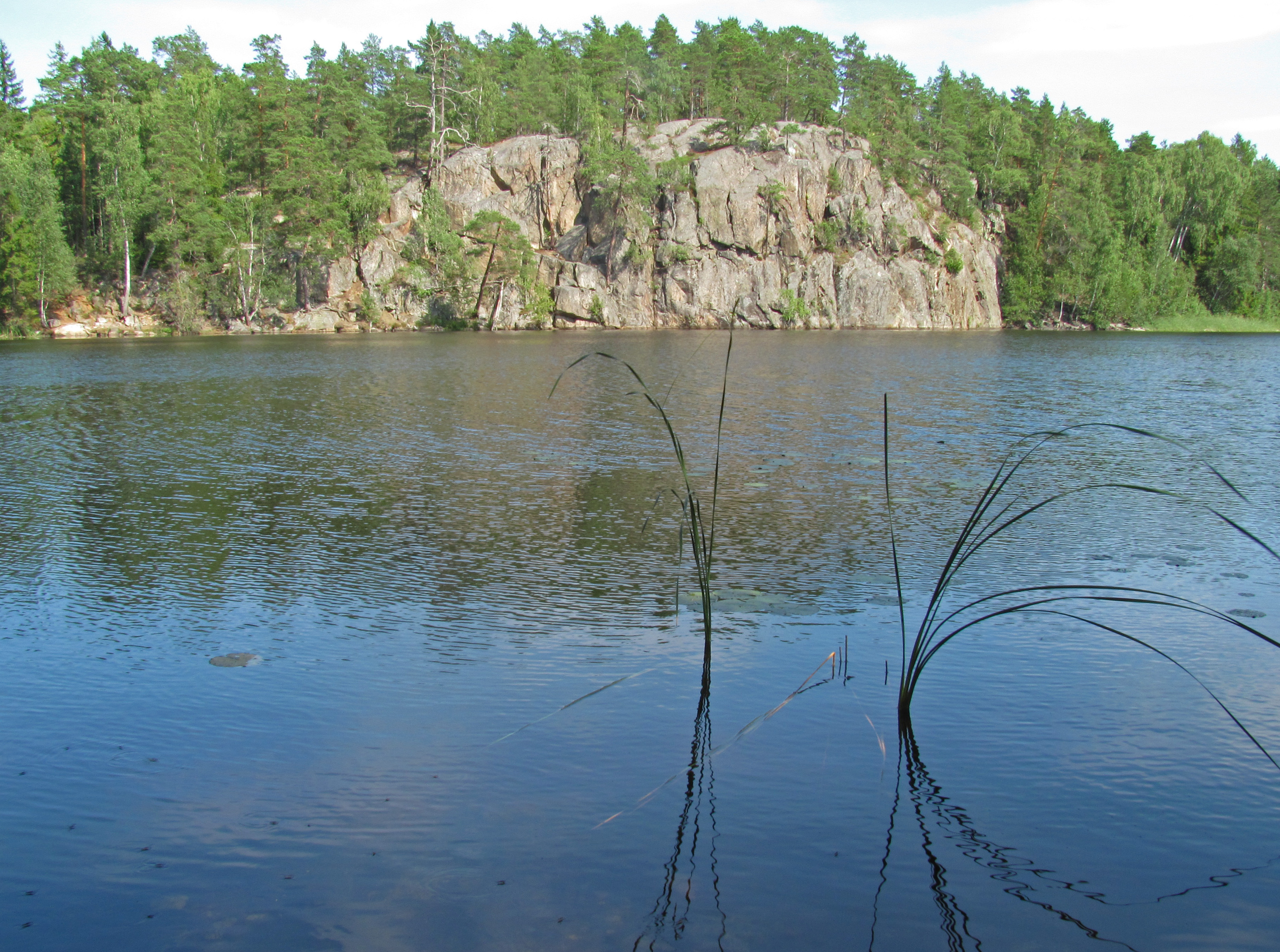
Östra sidan
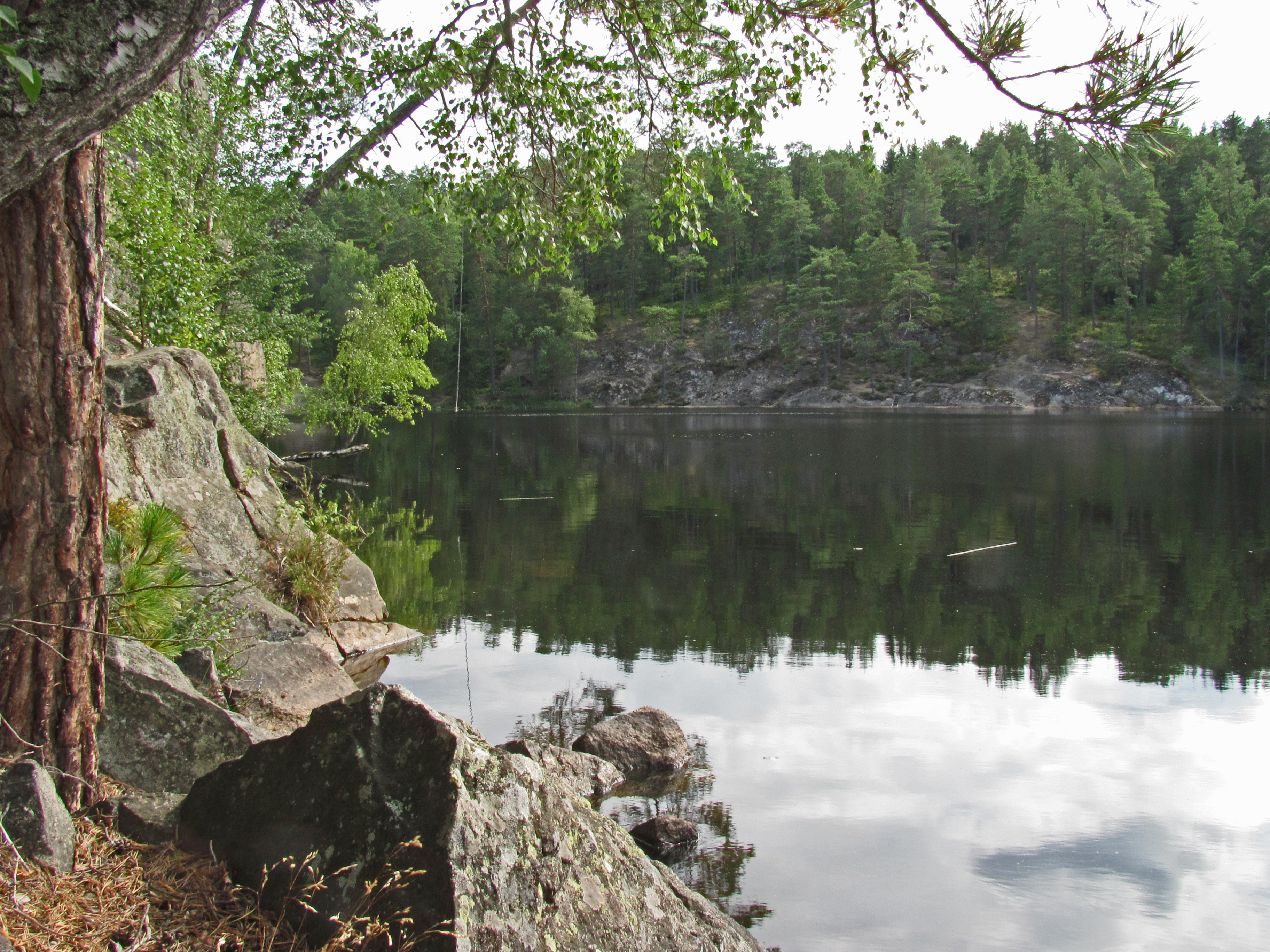
Sydvästra sidan
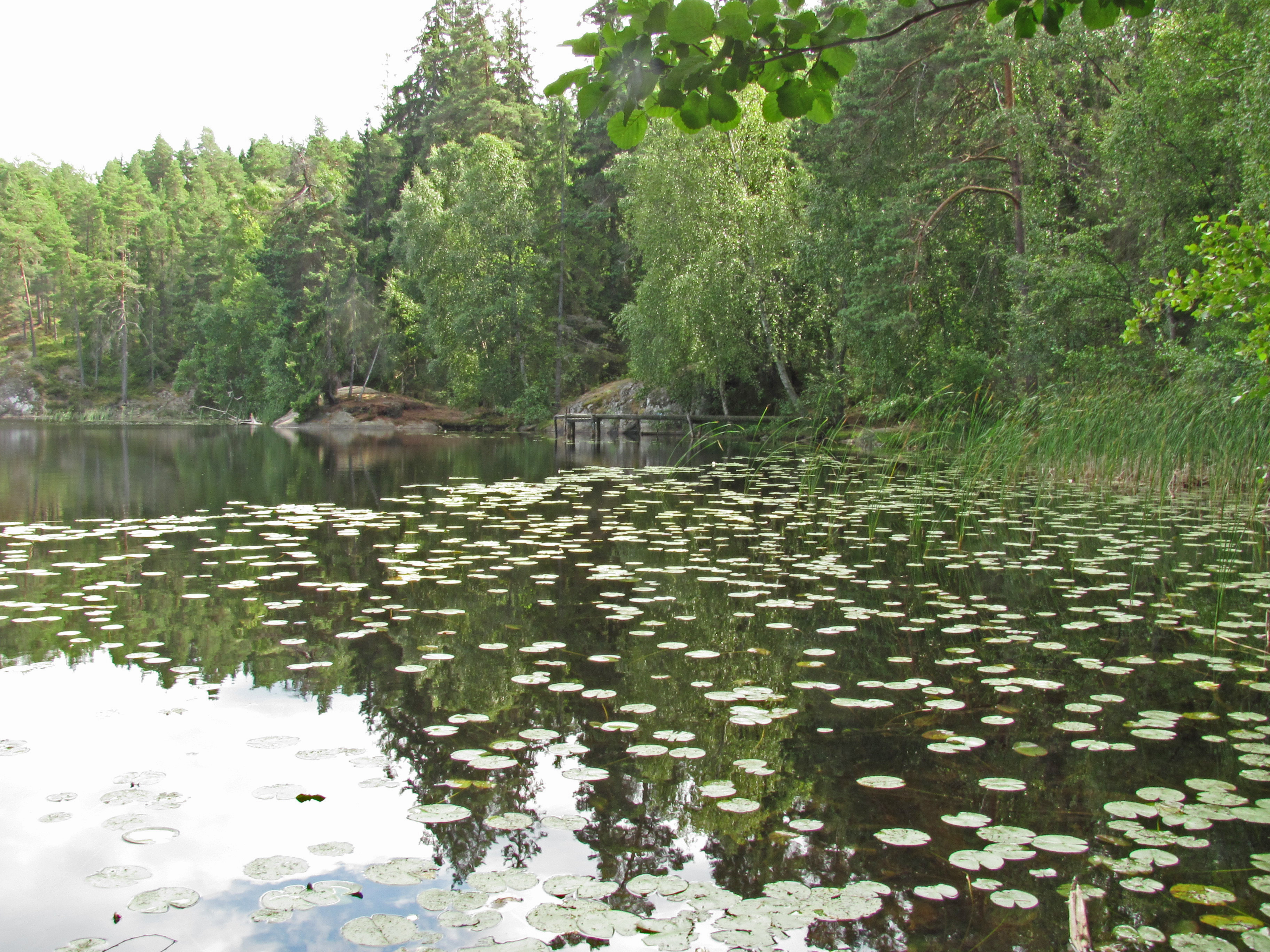
Nordvästra sidan